# Antoni Juanals Roman
Antoni Juanals i Roman és un polític català, militant del partit PSC-PSOE, que va esdevenir alcalde de Sant Feliu de Guíxols l'any 1990 després de la dimissió de Josep Vicente.
Juanals va obtenir majoria absoluta en les eleccions municipals de 1991 i majoria simple en les del 1995. El 1998, juntament amb el primer tinent d'alcalde, Manuel Montfort, va estar acusat de prevaricació per suposades irregularitat amb la gestió de la Policia Local de Sant Feliu de Guíxols, sent absolt per l'Audiència de Girona. El Tribunal Suprem va desestimar el recurs de cassació interposat contra aquesta decisió.
El 1999, va ser el candidat socialista a les eleccions, però el vencedor fou el convergent Joan-Alfons Albó. Dins les files socialistes, fou substituït per Pere Albó i Marlés qui va recuperar l'alcaldia per aquesta formació als comicis del 2007.